# 北見けんいち
北見 けんいち（きたみ けんいち、本名：北見健一〈読み同じ〉、1940年12月11日 - ）は、日本の漫画家、青年コミック誌を中心に活動している。満洲に転勤した両親（東京出身）のもと、満洲・新京（現在の中国・吉林省長春市）にて生誕。代表作に『釣りバカ日誌』（原作：やまさき十三）。多摩美術大学付属芸術学園卒業。

## 経歴
手塚治虫や関谷ひさしに憧れて漫画を描き始める。1959年、東京都立化学工業高等学校（2001年閉校）を卒業後、日本ゼオンに入社するも「家一軒建つ額の失敗」をするなどして3か月で退社。多摩美術大学付属芸術学園写真科卒業後、写真店経営を経て、1964年1月、『おそ松くん』の初代担当編集者だった少年サンデー編集部の樺島基弘の紹介で、赤塚不二夫のアシスタントになる。先輩アシスタントには高井研一郎と古谷三敏がいた。
赤塚不二夫が藤子不二雄や石森章太郎らとスタジオゼロを設立すると、同社の雑誌部へ移動。新宿十二社の新社屋に移転の際、設立されたフジオプロ所属となる。『おそ松くん』『天才バカボン』『もーれつア太郎』『レッツラゴン』『ギャグゲリラ』など赤塚全盛期の主要作品すべてに関わる。『ギャグゲリラ』では主要アイデアスタッフとしても働き、セリフの書き文字もすべて担当した。この書き文字はフジオプロから独立してからも連載終了まで手伝った。
1979年に独立し、週刊少年キング（少年画報社）の『どじょっこふなっこ』でデビュー。これが公式デビュー作とされているが、フジオ・プロ所属時代の1969年から1971年にも、まんが王（秋田書店）で『カッチョペロペロケチョカッパ』『やったるぜ三五郎』『ショック』を「北見けんいち」名義で連載するなど、いくつかの作品を描いていた。
1979年から『ビッグコミックオリジナル』（小学館）に連載されている『釣りバカ日誌』は、1988年から2009年まで22年にわたる国民的映画シリーズとして実写映画化（西田敏行主演・松竹制作・配給）され、2002年にはテレビアニメ化（東映アニメーション制作。テレビ朝日系で放送）されている。
趣味は野球、アウトドア。読売ジャイアンツのファンである。

## 受賞歴
- 第28回（1982年度）小学館漫画賞受賞（『釣りバカ日誌』）。
- 第18回（1989年度）日本漫画家協会賞優秀賞（『焼けあとの元気くん』）
- 第38回（2009年度）日本漫画家協会賞文部科学大臣賞（全作品）

## 作品
- 釣りバカ日誌（原作：やまさき十三、ビッグコミックオリジナル）
- 愛しのチィパッパ（原作：やまさき十三、女性セブン）
- サッチモ（原作：やまさき十三、ビッグコミック）
- 福ちゃん（原作：やまさき十三、ビッグコミック）
- まいど! 南大阪信用金庫（原作：平井りゅうじ、ビッグコミック）
- ダウンタウン・ボーイズ
- 笑ってダフって!!（作：原義彦）
- OBランチ （GOLFコミック）
- 親ばか子ばか （まんがタイム）
- 焼けあとの元気くん （中日新聞・東京新聞サンデー版）
  - その後「元気くんパート2〜4」として連載。2008年12月28日付サンデー版で連載終了。25年7か月、1,305回。2003年まで芳文社『まんがタイムファミリー』に再録。
- 親父カフェ
- 野球少年
- かっとび米熊氏
- でこぼこハイウェイ （平凡パンチ）
- ハートブレイク横丁
- 新宿まんが村
- 張り切れ!はんぺん
- はらっぱの元気くん
- オシメいつとれる（原作：ウエイツトム、週刊ヤングマガジン）
- 北見けんいちの昭和トラベラー（ビッグコミック）
- マンバカまん （少年キング）
- 焼跡全ガキ連 （週刊パワァコミック）
- どじょっこふなっこ （少年キング）
- 釣りバカ日誌流人生なるようになるさ（KKロングセラーズ）
- カッチョペロペロ ケチョカッパ（まんが王）1969年11月号まで連載。
  - 連載当時、テイチクレコード（現：テイチクエンタテインメント）からイメージソング『ケチョカッパの歌』が発売された事があった（歌：曽我町子）。
- やったるぜ三五郎（まんが王）1970年1月号～5月号連載。
- ショック（まんが王）1970年7月号～1971年1月号連載。
- ゲンロク家族（少年画報 1971年7号読切り）[4]

## 師匠
赤塚不二夫
『ギャグゲリラ』（1972年 - 1982年、週刊文春連載）における台詞の手書き文字は、初回から最終回までほぼ全て北見が書いたものである。
2008年8月2日に死去した師・赤塚不二夫の葬儀では、フジオ・プロで共にアシスタントを務めていた古谷三敏、高井研一郎と共に三人で弔辞を読んだ。
2008年8月25日発売のビッグコミックで、自身が連載している『北見けんいちの昭和トラベラー』にて、1963年頃のフジオ・プロの風景を描いて、師・赤塚不二夫へのオマージュとしていた。

## アシスタント
- 桜井トシフミ
- 長岡ひろし

## 備考
先述の通り、赤塚不二夫のアシスタント時代にも、本名の「北見健一」名義で『週刊少年サンデー』や『デラックス少年サンデー』、小学館の学習誌や『冒険王』などで漫画やイラストの仕事を行っていた。藤子不二雄Aの『マンガニカ』にも若手作家の一角として参加し、『まんが王』では「北見けんいち」名義で連載していたが、絵柄や作風など、すべて現在の物とは異なるため、正式なデビュー作品は上記の通り『どじょっこふなっこ』とされている。
福澤朗は少年時代、赤塚不二夫のサインを貰いに仕事場へ行ったが、その時に取り次いだのがアシスタントの北見だった。福澤は「将来有名な漫画家になるかもしれない。」と思って北見にもサインをお願いし、そのサインは現在も福澤の実家にあるという（2010年9月21日放送『笑っていいとも!』より、福澤談）。2012年7月3日放送の『開運!なんでも鑑定団』では、ゲストに福澤が登場し、このサインを赤塚不二夫のサインと共に出品した。本人評価額は50万円だったが、赤塚が3万円、北見が1万円で計4万円だった。
赤塚不二夫曰く「最高のお人好し」。それが描く漫画にも出て、登場人物が全部、善人ばかりでちっともメリハリがなかった、という。赤塚は「北見ちゃんを一人前にするには、ちゃんとした原作者が必要だ」と考えていたところ、ある編集者を通じて、やまさき十三を紹介された。彼らが出会ったことで、『釣りバカ日誌』が誕生した（赤塚不二夫『人生これでいいのだ!!』集英社文庫 p105）。
20代初め、アウトドア趣味から与論島へ行った際に出会った現地の人達とは、現在でも付き合いがあるとのこと（赤塚不二夫『人生これでいいのだ!!』集英社文庫 p105）。因みに、泊まる場所に困って役場に挨拶に行ったところ、職員に「役場に挨拶に来たのは君達が初めてだ。公民館を使っていいよ」と言われ、そこに滞在したという（『週刊文春』連載「阿川佐和子のこの人に会いたい」より）。